# Купцевич, Януш
Я́нуш Бо́гдан Купце́вич (пол. Janusz Bogdan Kupcewicz; 9 декабря 1955, Гданьск, Польская Народная Республика — 4 июля 2022, там же) — польский футболист, защитник и опорный полузащитник. Выступал за сборную Польши. Бронзовый призёр чемпионата мира 1982 года.

## Карьера

### Клубная
В 1974 году пришёл в команду «Арка», которая стала его первой командой из высшей лиги Польши. В первом сезоне занял вместе с командой последнее место и выбыл во вторую лигу. Через год выиграл розыгрыш второй лиги и вновь вернулся в высший дивизион. В 1979 году стал обладателем Кубка Польши. В финале «Арка» обыграла краковскую «Вислу» со счётом 2:1, а сам Купцевич стал автором одного из голов в финале. В 1982 году перешёл в «Лех» после того как «Арка» вылетела во вторую лигу. В «Лехе» провёл один-единственный сезон, в котором сразу стал чемпионом Польши. После этого отправился во французский «Сент-Этьен». Но в первом же сезоне «Сент-Этьен» вылетел в Лигу 2. Отыграв ещё один сезон во второй французской лиге Купцевич отправился в греческую «Ларису», а через год вернулся в Польшу, в клуб «Лехия», проведя два года на родине Купцевич уехал в турецкий «Аданаспор», в котором через год и закончил свою карьеру.

### В сборной
В сборной Польши Януш Купцевич дебютировал 24 марта 1976 года в товарищеском матче со сборной Аргентины, завершившимся поражением поляков со счётом 1:2. В 1978 году Купцевич, имевший в активе всего два матча за сборную отправился на чемпионат мира, весь турнир он просидел в запасе, а поляки выбыли из розыгрыша после второго раунда. В 1982 году Купцевич отправился на свой второй чемпионат мира, пропустив первые два матча, он сыграл во всех оставшихся пяти матчах своей сборной. На том чемпионате поляки завоевали бронзовые медали, обыграв в матче за третье место сборную Франции со счётом 3:2, и именно Купцевич забил победный гол своей сборной. Своё последнее выступление за сборную Купцевич провёл 22 мая 1983 года в отборочном матче чемпионата Европы 1984 со сборной СССР, тот матч завершился ничьей со счётом 1:1. Всего же за сборную Януш Купцевич сыграл 20 матчей, в которых забил 5 голов.

## Достижения
Сборная Польши
- Бронзовый призёр чемпионата мира: 1982

«Арка»
- Обладатель Кубка Польши: 1979
- Чемпион второго дивизиона Польши: 1976
- Итого: 2 трофея

«Лех»
- Чемпион Польши: 1983
- Финалист Суперкубка Польши: 1983

## Клубная статистика
| Сезон   | Чемпионат Франции | Чемпионат Франции | Кубок Франции | Кубок Франции | Итого | Итого |
| Сезон   | Игры              | Голы              | Игры          | Голы          | Игры  | Голы  |
| ------- | ----------------- | ----------------- | ------------- | ------------- | ----- | ----- |
| 1983/84 | 26+2              | 2                 | 2             | 0             | 30    | 2     |
| 1984/85 | 7                 | 0                 | 0             | 0             | 7     | 0     |
| Итого   | 33+2              | 2                 | 2             | 0             | 37    | 2     |

## Статистика в сборной
| №  | Дата             | Место проведения | Соперник   | Счёт | Голы | Турнир                    |
| 1  | 24 марта 1976    | Хожув            | Аргентина  | 1:2  | -    | Товарищеский матч         |
| 2  | 12 ноября 1977   | Вроцлав          | Швеция     | 2:1  | -    | Товарищеский матч         |
| 3  | 30 августа 1978  | Хельсинки        | Финляндия  | 1:0  | -    | Товарищеский матч         |
| 4  | 11 октября 1978  | Бухарест         | Румыния    | 0:1  | -    | Товарищеский матч         |
| 5  | 12 ноября 1980   | Барселона        | Испания    | 2:1  | -    | Товарищеский матч         |
| 6  | 19 ноября 1980   | Краков           | Алжир      | 5:1  | 1    | Товарищеский матч         |
| 7  | 2 мая 1981       | Хожув            | ГДР        | 1:0  | -    | Отборочный матч к ЧМ 1982 |
| 8  | 24 мая 1981      | Быдгощ           | Ирландия   | 3:0  | -    | Товарищеский матч         |
| 9  | 2 сентября 1981  | Хожув            | ФРГ        | 0:2  | -    | Товарищеский матч         |
| 10 | 23 сентября 1981 | Лиссабон         | Португалия | 0:2  | -    | Товарищеский матч         |
| 11 | 22 июня 1982     | Ла-Корунья       | Перу       | 5:1  | -    | Чемпионат мира 1982       |
| 12 | 28 июня 1982     | Барселона        | Бельгия    | 3:0  | -    | Чемпионат мира 1982       |
| 13 | 4 июля 1982      | Барселона        | СССР       | 0:0  | -    | Чемпионат мира 1982       |
| 14 | 8 июля 1982      | Барселона        | Италия     | 0:2  | -    | Чемпионат мира 1982       |
| 15 | 10 июля 1982     | Аликанте         | Франция    | 3:2  | 1    | Чемпионат мира 1982       |
| 16 | 31 августа 1982  | Париж            | Франция    | 4:0  | 2    | Товарищеский матч         |
| 17 | 8 сентября 1982  | Куопио           | Финляндия  | 3:2  | 1    | Отборочный матч к ЧЕ 1984 |
| 18 | 23 марта 1983    | Лодзь            | Болгария   | 3:1  | -    | Товарищеский матч         |
| 19 | 17 апреля 1983   | Варшава          | Финляндия  | 1:1  | -    | Отборочный матч к ЧЕ 1984 |
| 20 | 22 мая 1983      | Хожув            | СССР       | 1:1  | -    | Отборочный матч к ЧЕ 1984 |

Итого: 20 матчей / 5 голов; 12 побед, 3 ничьих, 5 поражений.
| Год   | Финальные матчи ЧМ | Финальные матчи ЧМ | Отборочные матчи ЧМ | Отборочные матчи ЧМ | Отборочные матчи ЧЕ | Отборочные матчи ЧЕ | Товарищеские матчи | Товарищеские матчи | Итого | Итого |
| Год   | Игры               | Голы               | Игры                | Голы                | Игры                | Голы                | Игры               | Голы               | Игры  | Голы  |
| ----- | ------------------ | ------------------ | ------------------- | ------------------- | ------------------- | ------------------- | ------------------ | ------------------ | ----- | ----- |
| 1976  | 0                  | 0                  | 0                   | 0                   | 0                   | 0                   | 1                  | 0                  | 1     | 0     |
| 1977  | 0                  | 0                  | 0                   | 0                   | 0                   | 0                   | 1                  | 0                  | 1     | 0     |
| 1978  | 0                  | 0                  | 0                   | 0                   | 0                   | 0                   | 2                  | 0                  | 2     | 0     |
| 1979  | 0                  | 0                  | 0                   | 0                   | 0                   | 0                   | 0                  | 0                  | 0     | 0     |
| 1980  | 0                  | 0                  | 0                   | 0                   | 0                   | 0                   | 2                  | 1                  | 2     | 1     |
| 1981  | 0                  | 0                  | 1                   | 0                   | 0                   | 0                   | 3                  | 0                  | 4     | 0     |
| 1982  | 5                  | 1                  | 0                   | 0                   | 1                   | 0                   | 1                  | 2                  | 7     | 4     |
| 1983  | 0                  | 0                  | 0                   | 0                   | 2                   | 0                   | 1                  | 0                  | 3     | 0     |
| Итого | 5                  | 1                  | 1                   | 0                   | 3                   | 1                   | 11                 | 3                  | 20    | 5     |